# Mittenothamnium sellovii
Mittenothamnium sellovii là một loài Rêu trong họ Hypnaceae. Loài này được (Hornsch.) Cardot mô tả khoa học đầu tiên năm 1913.